# Jacob Lundström
Jacob Lundström, född 1982, är en svensk filmkritiker och teaterkritiker.
Lundström är scenredaktör och kritiker i Dagens Nyheter och tidigare chefredaktör för tidskriften FLM, som han grundade 2007 tillsammans med Jonas Holmberg. Lundström belönades 2010 med Jurgen Schildt-priset och mottog 2011 års Kurt Linders stipendium. 2013 tilldelades han Filmpennan.